# Corno Giovine
Corno Giovine es una localidad y comune italiana de la provincia de Lodi, región de Lombardía, con 1.206 habitantes.

El municipio incluye las ciudades de  Belgrado, Bianca Vidore, Buon Pensiero, Campagna, Campagnetta, Ca' Rossa, Castelletto, Colombarone, Cooperativa Vecchio Po, Fornaci, Inomata, Mezzano Nuovo, Mezzano Passone di Sotto, Mezzano Squadre, Mezzano Vecchio, Mulino di Sopra, Quartierone, San Rocco, Temesvar e Verani.

## Evolución demográfica
| Gráfica de evolución demográfica de Corno Giovine entre 1861 y 2001 |
|                                                                     |
| Fuente ISTAT - elaboración gráfica de Wikipedia                     |